# Captura del transporte Thomas
La Captura del transporte Thomas o Fragata Thomas fue un hecho de armas ocurrido el 8 de junio de 1813 durante la llamada Patria Vieja donde un grupo de patriotas comandados por el teniente Nicolás García con 2 lanchas cañoneras y algunas falucas, capturaron una fragata de transporte que conducía jefes, oficiales, pertrechos y dinero para el Brigadier Antonio Pareja.

## Historia de laThomasoSanto Domingo de Guzmán
Se trata de un buque británico ballenero construido en 1798 al mando del capitán John Moody capturado en febrero de 1805 por el capitán español Tomás de Figueroa frente a las costas de Talcahuano por realizar comercio ilegal de contrabando. Tras su captura se reconvirtió en una fragata mercante de propiedad particular que había sido adquirida en subasta por D. Javier Manzano, vecino y armador de la localidad de Concepción y que prestaba servicio al ejército virrey Abascal como transporte de pertrechos y tropas desde el Callao. Posteriormente, tras su captura no se hicieron reparaciones sin servir luego a la marina insurgente.

## Antecedentes generales
Mientras los realistas al mando de Antonio Pareja, después de la batalla de San Carlos, se atrincheraron en Chillán, José Miguel Carrera se dirigió a Concepción y Talcahuano para reconquistar aquellas zonas.
En su marcha entraron en Florida el 23 de mayo de 1813 con una avanzada de 100 hombres, y dos días después ingresaban a la capital penquista sin resistencia, porque los realistas se refugiaron en Talcahuano donde resistirían. 
Como los españoles se hicieron fuerte en sus posiciones, Carrera dictó una proclama para los chilenos que estaban en las filas realistas, que ofrecía a quien desertara llevándose el equipo de guerra, una recompensa en dinero. Así fue como más de 400 compatriotas escucharon el llamado, cambiándose de bando.
Luego, los patriotas enviaron a los realistas un ultimátum de rendición mandado por Carrera, que no aceptaron. En la madrugada del 28 de mayo se lanzó la ofensiva contra Talcahuano, logrando expulsarlos.
La plaza de Talcahuano quedó guarnecida por el batallón de infantes de la patria que mandaba el teniente coronel Santiago Muñoz Bezanilla. El cónsul Joel Roberts Poinsett se había encargado de dirigir la reparación de las baterías, montando cañones y reconstruyendo las cureñas que los realistas habían quemado antes de retirarse. Creyendo que podrían llegar refuerzos desde el Perú, se mantuvo izada la bandera española para no infundirles el mayor recelo.

## Acontecimientos previos a la captura
El 7 de junio se avistó a la entrada de la bahía a la fragata Thomas comandada por el capitán de fragata Ignacio Colmenares que voltejeaba cautelosamente, pero pocas horas después fue apresado en la playa de Tumbes, a corta distancia de Talcahuano, un bote que se acercaba a tierra en busca de noticias. Estaba mandado por el teniente de la marina real Felipe Villavicencio, ahí se les informó de un buque que venía a reforzar a los realistas en Chile, venía del Callao con un auxilio de pertrechos, dinero y con buena dotación de oficiales para el ejército de Pareja. La fragata engañada por las apariencias tranquilizantes, penetró en la bahía al caer la tarde, y fue a fondear en el puerto de Tomé.

## La captura
Los patriotas entonces urdieron un audaz plan, consistente en tomar por el abordaje el barco español, cuya tripulación ignoraba lo sucedido con la lancha patrullera.
Entretanto la comandancia chilena de Talcahuano confió la acción al teniente Nicolás García, quien escogió 100 de los mejores hombres, y en la patrullera capturada a los realistas, más otras lanchas pesqueras, se hicieron a la mar rumbo a Tomé, en donde se mecía ajeno a lo que le esperaba la Fragata Thomas, cuando en la oscuridad nocturna del 8 de junio de 1813 fue abordado por la improvisada marina, que en pocos minutos se apoderó de la nave con todas sus riquezas y los oficiales hispanos que en ella se encontraban; a las once de la mañana entraban a Talcahuano los patriotas con su valiosa presa. 

## Consecuencias
La captura de este buque fue un valioso auxilio para los patriotas. Traía 51.000 patacones de oro, y un valor poco inferior de artículos destinados para el equipo y el mantenimiento del ejército realista. Ese socorro reunido con gran dificultad por el Virrey del Perú, sirvió para pagar y equipar al ejército patriota.
Por otra parte fueron capturados 31 oficiales, 1 coronel y 1 brigadier que venían a ponerse a las órdenes del brigadier Pareja, quien no estaba en una buena situación en Chillán. 
Entre los capturados destacados, se encontraron algunos jefes como el secretario de Abascal, brigadier Simón Rábago, quien venía como segundo de Pareja; el coronel Manuel Olaguer Feliú, el cual se había trasladado a Lima; el capitán de fragata Pedro Ignacio Colmenares, el teniente coronel Bernardo Montuel y el médico Manuel Julián Crajales.